# François Magendie
François Magendie (Burdeos, 1783 - Sannois, 1855). Médico francés.

## Biografía
Magendie fundó en 1830 el primer laboratorio de fisiología de Francia. Su alumno más destacado fue Claude Bernard. De hecho, las impresionantes aportaciones de Bernard a la medicina y a la fisiología de la ciencia se deben en gran medida a la controvertida relación profesional y personal que mantuvo con su maestro.
Su actividad profesional y docente la desarrolló en el Hôtel-Dieu, el hospital Saint Louis, la École de Médecine, la Faculté de Médecine, la École Pratique, la Academie des Sciences y la Salpêtrière (donde fue nombrado adjunto en 1826). En 1819 fue elegido miembro de la Academia de Medicina y, dos años después, de la Académie des Sciences. En 1829 llegó a ser presidente de la Société Médicale d´Emulation, que tuvo entre sus iniciadores precisamente a Xavier Bichat. En 1852, coincidiendo con el último curso que impartió en el Collège de France, fue condecorado con la Legión de Honor. Un mes después, España lo nombró Caballero de la Real Orden de Carlos III. Su carrera profesional no estuvo exenta de rivalidades y luchas con colegas, que se vieron agravadas por su carácter difícil. De hecho, en 1813 llegó a dimitir de su puesto en la facultad de medicina para abrir una consulta privada y ofrecer cursos de fisiología por su cuenta. Su actividad docente se centró en la anatomía, la cirugía y la fisiología.
En junio de 1821 editó el primer número de su Journal de Physiologie Expérimentale, que posteriormente pasó a llamarse Journal de Physiologie Expérimentale et Pathologique. El título indica claramente cuáles eran los intereses y la orientación científica de Magendie. Resultó ser un éxito, además de tratarse de la primera publicación de estas características en Francia.
La idea básica que intentó transmitir Magendie tanto a sus estudiantes de medicina como al variopinto público que asistió a sus cursos en el Collège de France es la siguiente: el ser vivo y los fenómenos que le caracterizan no constituyen un reducto aparte del resto de los fenómenos de la naturaleza que estudian otras disciplinas, como la física y la química.
Con este discurso, Magendie pretendía devolver a la medicina de su época el prestigio social del que disfrutaban otras ciencias. Implicaba además una toma de postura respecto a cuestiones -esta vez extracientíficas- relativas a la esencia de los fenómenos vitales y a la posibilidad de estudiarlos siguiendo un método científico. Al dar a esta última cuestión una respuesta afirmativa, Magendie se vio impelido a adelantar algunas teorías acerca del método científico en medicina. Estos ideales científicos y filosóficos fueron transmitidos a varias generaciones de estudiantes de medicina a través del Précis élementaire de physiologie (1816-17), que tradujeron al castellano R. Frau y J. Frías en 1828.

## Aportes a la medicina

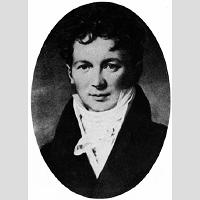
François Magendie.

Su reduccionismo metodológico le llevó a sentar las bases de la farmacología moderna, al entender que las sustancias químicas contenidas por los remedios naturales debían poder ser aisladas y administradas a los pacientes. Así descubrió en 1819, en colaboración con Josep Pelletier, la emetina, que es el principio activo de la ipecacuana. Estudió asimismo la acción y preparación de un gran número de fármacos, entre los que destacamos la estricnina, la morfina, el opio, el ácido prúsico, el aceite de crotón, el cianuro de potasio, la narcotina, la narceína, la codeína, la veratrina, la quinina y la cinconina. La "solución de Magendie", por ejemplo, consiste en un preparado de sulfato de morfina en agua para su administración por vía hipodérmica. El texto que recogía todas estas ideas (Formulaire pour la préparation et l´emploi de nouveaux médicamens) se publicó en París en 1821, y fue traducido al castellano en 1827 por José Luis Casaseca.
Son famosos los experimentos en los que seccionaba las raíces espinales anteriores o posteriores de perros vivos con el fin de determinar si la función de estos tejidos era motora o sensitiva. Dado que los resultados que obtenía resultaban ser contradictorios, aprovechó la ocasión para ver reforzado su demoledor y ácido escepticismo, y para iniciar una interminable y agria polémica con Charles Bell. Hubo que esperar a Claude Bernard para encontrar una explicación a esta contradicción -sólo aparente- de los resultados. El empirismo de Magendie no ofrecía a los científicos ninguna garantía de la existencia de leyes universales en la naturaleza.
Pese a sus extraordinarias dotes como observador, experimentador y clínico, llegó a sostener que ni la fiebre amarilla ni el cólera eran enfermedades contagiosas. Como director del Comité Asesor de Higiene Pública, llegó a desaconsejar el empleo de la cuarentena en estos casos, lo cual tuvo desastrosas consecuencias para la salud pública. Otro de sus errores más famosos consistió en rechazar con increíble obstinación el uso de la anestesia en la práctica quirúrgica, pese a que el uso del éter se estaba introduciendo con gran éxito en Estados Unidos y Gran Bretaña.
En su haber hay que contar, sin embargo, la constatación de la existencia de un principio contagioso en la saliva de los perros rabiosos, la detención de los movimientos peristálticos del esófago tras la sección del nervio vago, la explicación de por qué el alimento no vuelve al esófago desde el estómago, el estudio de numerosos fenómenos fisiológicos y patológicos como la velocidad de circulación del quilo, la función de muchos nervios empleando el criticado -por lo cruel- método de seccionarlos en perros, el flujo pulsátil de la sangre en las arterias inmediatas al corazón, las modificaciones de la tensión arterial, los órganos de absorción de los mamíferos, la mecánica de la ventilación pulmonar, el vómito y los fármacos que lo provocan o lo inhiben, el papel de la epiglotis en la deglución, las características del fondo de ojo, los cálculos de la vesícula, la tuberculosis, los efectos de la estricnina, el influjo de los movimientos respiratorios en la hemodinamia, el tímpano, los pares craneales, la quinina, los mecanismos y el tratamiento de la asfixia, los ruidos cardiacos, el líquido cefalorraquídeo, la glucemia basal, la sensibilidad recurrente, el calor animal, y un largo etcétera de fenómenos fisiológicos, patológicos, anatómicos y toxicológicos. Existe incluso una estructura anatómica que lleva su nombre: el agujero de Magendie, un orificio que comunica el IV ventrículo con el espacio subaracnoideo.
Han pasado a la historia sus famosos cursos de fisiología en el Collège de France, porque en ellos Magendie, lejos de exponer lecciones magistrales puramente teóricas, traía la fisiología allí mismo, a la mesa de disección. Estas lecciones fueron publicadas, y reeditadas en 1842 bajo el -entonces- provocador título de Lecciones sobre los fenómenos físicos de la vida.

## Obra

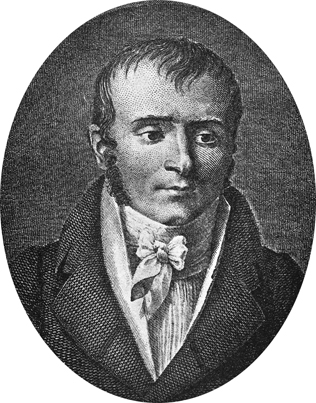
Xavier Bichat

El pensamiento de Magendie se puede entender como una reacción frente a las teorías vitalistas de Xavier Bichat, que le habían sido inculcadas en su etapa de estudiante en la facultad de medicina. No obstante, esto no hace de Magendie un reduccionista que entienda que los seres vivos no son más que máquinas físico-químicas extremadamente complejas. El reduccionismo de Magendie se va a limitar al plano meramente metodológico. Así, la filosofía de la vida de Magendie puede ser entendida como una forma muy peculiar de vitalismo que vamos a intentar matizar en las líneas que siguen. Este extraño vitalismo ha resultado ser, por otra parte, uno de los paisajes filosóficos más fecundos de la biología actual.
Bichat entendía que la materia viva se caracterizaba por su capacidad para transgredir las leyes de la Física. Así, las membranas "vivas" no se comportan como el resto de las membranas naturales, en la medida en que "saben elegir" entre lo bueno y lo malo y, de este modo, dejar pasar lo que conviene al organismo y rechazar lo que le podría resultar dañino. La fisiología de Bichat resolvía los organismos vivos en unas unidades -elementales pero complejas- a las que denominaba "tejidos". Esa forma extraña de inteligencia y capacidad de discernimiento a la que nos acabamos de referir tenía su sede, por tanto, en los tejidos. Allí adoptaba la forma de lo que Bichat denominaba "propiedades vitales". Entre ellas, cobraban un valor explicativo básico en su patología las nociones de "contractilidad" y "sensibilidad orgánica".
Magendie dirigirá todo su sarcasmo contra estos conceptos básicos de la fisiología de Bichat, a la que acusará de vaga, vitalista y deliberadamente oscura. Frente a ella, ofrecerá una filosofía de la biología basada en la hipótesis de que los fenómenos biológicos deben poder interpretarse en términos físico-químicos. De ello se derivará un nuevo criterio de demarcación para esta incipiente disciplina: la tarea del biólogo -y, por tanto, la del médico- consistirá en hacer que sea cada vez mayor el número de fenómenos biológicos que pasen a ser interpretados en términos exclusivamente físico-químicos.
Sin embargo, será el propio Magendie quien establezca un límite a este asertivo reduccionismo. Así, admitirá la existencia de un núcleo duro de fenómenos propiamente vitales que nunca podrán ser reducidos a fenómenos puramente físico-químicos. Entendemos que, con ello, Magendie se limita a proponernos un "viaje de ida y vuelta" a las oscuras propiedades vitales de Bichat. Eso sí, en el trayecto dejará fundamentada ya para siempre la posibilidad de una medicina científica y las bases de su método. De hecho, gran parte de la obra de Claude Bernard se inspirará en la necesidad de aquilatar y matizar las duras críticas que su maestro dirigió -en tono con frecuencia ofensivo y provocador- a la biología vitalista.
Las precisiones metodológicas propuestas por Magendie incluyen el método experimental como única herramienta válida para la medicina científica que pretende crear. Dicho método es concebido por Magendie como alternativa al método especulativo empleado por los Naturphilosophen (los biólogos románticos), a los que califica de "sistemáticos" (en alusión al hecho de que son sus "sistemas" metafísicos los que determinan el origen de las hipótesis del científico).
Su concepción del método experimental no es, pese a todo, moderna, pues se basa en una interpretación inductivista del proceder de la ciencia. En efecto, Magendie cree que, en el supuesto de que existan, las leyes que rigen los fenómenos biológicos sólo pueden encontrarse analizando, recopilando, y observando multitud de experimentos y hechos concretos. Las hipótesis no tienen cabida en la ciencia propuesta por Magendie, por entender que su dudoso origen puede estar en el arraigado "espíritu de sistema" de la influyente ciencia romántica alemana. Habrá que esperar a Claude Bernard para devolver a las hipótesis un lugar en el método experimental. Con el fin de garantizar la existencia de leyes en biología -puestas en entredicho por el inductivismo radical y consecuente de Magendie-, Bernard deberá introducir de hecho una hipótesis metodológica en su teoría de la ciencia: el axioma del determinismo.
Sorprendentemente, el fondo filosófico de la concepción de los organismos propuesta por el empirista Magendie, tiene una clara orientación finalista. De ahí que al inicio de este apartado nos hayamos atrevido a emplear el controvertido término "vitalista" para calificar su filosofía de la vida. Este finalismo implícito le llevará a sostener que la medicina no hunde sus cimientos ni en la anatomía (según la propuesta de la teoría de los tejidos de Bichat) ni en las asépticas taxonomías (como quería su maestro Pinel). En el pensamiento biológico de Magendie, la anatomía se subordina a la fisiología. De ahí que en el Précis se expongan en primer lugar la función y sus excitantes, para continuar con la descripción anatómica de los órganos que concurren a dicha función.
Su aceptación de la existencia de unidades elementales -aunque complejas- (los tejidos), ya de por sí "vivas", en los organismos, le llevó a ser uno de los pocos científicos europeos (ajenos al ámbito de influencia de Alemania) partidarios del uso del microscopio.